# Anoura aequatoris
Anoura aequatoris är en däggdjursart som beskrevs av den svenske zoologen Einar Lönnberg, 1921. Arten ingår i släktet Anoura, och fladdermusfamiljen bladnäsor.

## Utbredning
Anoura aequatoris är en sydamerikansk art som förekommer i de centrala och västra Kordiljärerna i Colombia, men som också gjorts i enstaka fynd i Ecuador. Arten förekommer på höjder av mellan 450 och 2000 meter över havet. 
Fladdermusen livnär sig av såväl nektar, pollen, frukter som insekter.